# Ostuni
Ostuni (AFI: [os'tuni]; Štuni o Štunë in dialetto ostunese) è un comune italiano di 29 801 abitanti della provincia di Brindisi in Puglia.

## Geografia fisica
(Ettore Della Giovanna)
Ostuni sorge su tre colli ad un'altezza di 218 metri s.l.m. È situato a 7,5 km dalla costa adriatica. La Murgia, sui quali colli sud orientali si trova la città, è una zona carsica costituita essenzialmente da calcari cretacei. È perciò una zona piuttosto arida e priva di corsi d'acqua: al loro posto le cosiddette "lame", letti torrentizi a carattere stagionale, dai solchi poco profondi e dalle pareti ripide. Altra caratteristica geologica del territorio sono le "gravine", dei burroni carsici.
Le attività economiche più importanti sono il turismo e l'agricoltura (soprattutto ulivi e viti). Importanti e numerose le presenze di strutture dette "masserie", ovvero antiche fattorie fortificate presenti sia nella selva ostunese che nella marina, dove si svolgeva l'attività agricola dei grossi proprietari terrieri.

### Clima
Ostuni presenta un clima prettamente mediterraneo, tipico delle zone dell'estremo nord salentino e della bassa murgia; tuttavia presenta tratti continentali. Gli inverni sono relativamente rigidi con temperature che possono scendere anche di alcuni gradi sotto lo zero nelle giornate più fredde, ed estati particolarmente calde con valori che possono raggiungere i 40 °C nei giorni più caldi.

## Storia
Il territorio di Ostuni era già frequentato nel paleolitico medio (50000-40000 anni fa). La zona collinare, sede di numerose grotte, offriva perfetti rifugi naturali per le comunità umane primitive.
Nel paleolitico superiore le tracce di presidi umani diventano più consistenti: gli scavi effettuati hanno permesso il rinvenimento di reperti ossei e ceramici. Tuttavia, la testimonianza più eclatante rimane il ritrovamento dello scheletro della "donna di Ostuni", una donna di circa 20 anni prossima al parto e del suo feto, scoperta fatta dal Prof. Donato Coppola dell'Università Aldo Moro di Bari nel 1991. Il corpo, deposto in una grande buca, è in posizione contratta, col capo ricoperto da una sorta di cuffia composta da centinaia di piccole conchiglie. L'appartenenza della donna ad un gruppo di cacciatori è documentata dai resti del corredo, ossia selci e denti di cavallo e di bue primitivo. La sepoltura, denominata Ostuni 1º, è unica al mondo: risalente a circa 28.000 anni fa (datazione radiocarbonica calibrata), è collocata nella grotta di Santa Maria di Agnano, presso l'omonima masseria. Un calco di questa sepoltura può essere esaminato presso il "Museo di Civiltà Preclassiche della Murgia Meridionale", nell'ex convento delle Monacelle, nel centro storico di Ostuni.
Al neolitico appartengono gli insediamenti di Lamaforca, San Biagio e nelle vicinanze della via Traiana, mentre reperti dell'età del bronzo sono stati ritrovati negli scavi in zona Lama Morelli. Nei pressi di Rosa Marina si trovano reperti neolitici, dell'età del ferro, del periodo ellenistico, dell'età romana. 
Il primo nucleo cittadino fu fondato dai Messapi, un'antica popolazione illirica od anatolica che si stanziò nel Salento nel VII secolo a.C.; i Messapi furono abili costruttori di strade e città e scelsero l'ubicazione per la città in cima a un colle dalle pareti molto ripide (murex in latino, da cui proviene per l'appunto il termine Murgia) molto interessante dal punto di vista strategico. Recenti scavi nei pressi del foro Boario (la zona prospiciente le mura medievali), hanno permesso il rinvenimento di tombe del IV – II secolo a.C., che documentano la presenza di un centro abitato, la cui estensione andava dai fianchi della collina alla piana digradante verso il mare.

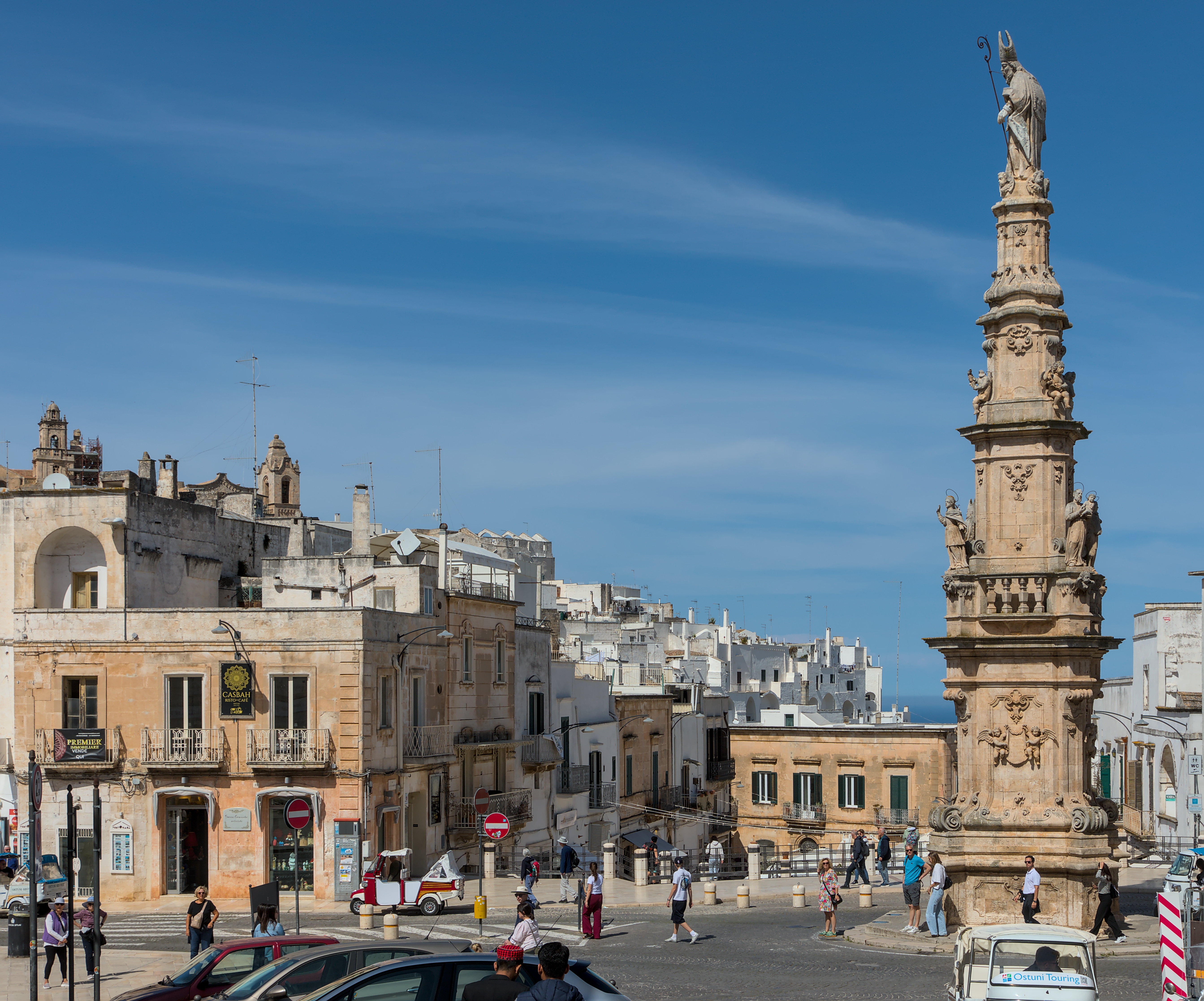
Veduta della piazza con la Colonna di Sant'Oronzo

Nel III secolo a.C. anche il Salento fu conquistato dai Romani e con esso la città. Sul periodo le fonti dicono molto poco, probabili tracce rimangono in alcune masserie, sorte sulle fondazioni di antiche ville. Poco si sa anche riguardo all'etimologia della parola Ostuni: probabilmente, deriva dall'eroe eponimo Sturnoi, compagno di Diomede, che dopo la Guerra di Troia l'avrebbe fondata; successivamente i Romani la chiamarono "Sturninum". Il termine tuttavia potrebbe essere mediato dal messapico o più probabilmente dal greco ἄστυ νέον (ástu néon, in cui ástu = cittadella fortificata, néon = nuova). Una teoria piuttosto accreditata vista la collocazione geografica, con ulivi a perdita d'occhio, è che il nome Ostuni nella forma dialettale sctùn derivi dalla parola araba zeitoun che significa Olive o Ulivi.

### Il Medioevo

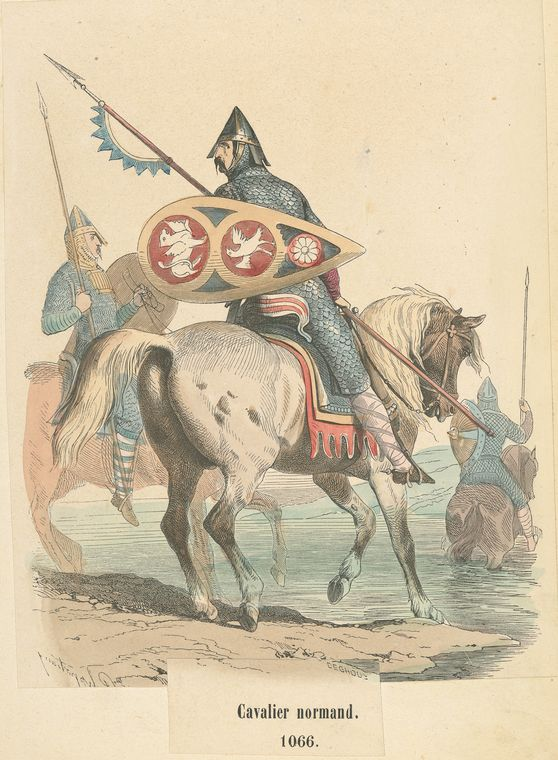
Cavalieri normanni

Con la disgregazione dell'Impero d'Occidente, Ostuni, come il resto d'Italia fu percorsa da Ostrogoti, Longobardi, Saraceni e strenuamente difesa dal potere imperiale esercitato dai Bizantini. Durante il periodo bizantino, nell'876 diventò diocesi e diede rifugio ai monaci basiliani provenienti da Siria ed Egitto; minacciati dall'espansione araba, ma soprattutto dall'iconoclastia, i monaci si rifugiarono nelle stesse grotte che avevano dato rifugio agli uomini preistorici. Fra l'XI e il XII secolo i Normanni conquistarono gli insediamenti bizantini in Puglia unificandoli sotto la contea di Puglia istituita Roberto il Guiscardo e poi divenuta ducato di Puglia. I Normanni intensificarono inoltre la coltivazione dell'olivo e provvidero a stabilire con precisione i confini della città. Nel XII secolo Goffredo III, conte di Lecce e funzionario del re Ruggero II di Sicilia, con giurisdizione militare sulla Terra d'Otranto, costruì un castello sulla cima del colle più alto di Ostuni; oggi di quella costruzione imponente e ben fortificata, rimangono solo una torretta e il giardino (Giardino Zurlo). Il feudo ostunese risulta di rilevante importanza militare, tanto da fornire al regno normanno dodici Cavalieri di cui alcuni extra moenia. Ostuni viene integrata nell'ampio territorio della contea normanna di Lecce e nel Principato di Taranto. Con gli Svevi Ostuni si sviluppò notevolmente. Federico II di Svevia intese liberare Ostuni dai suoi vincoli feudali e prendere sotto la sua diretta e particolare protezione la città facendo del suo castello assieme a quelli di Oria, Taranto e Brindisi perno della difesa imperiale in Apulia e rendendolo esente da tasse e controlli di funzionari. Gli abitanti di Villanova e di Carovigno, inoltre, erano tenuti alla manutenzione castello di Ostuni, uno dei Castra exempta del Regno di Sicilia, difatti nel XII secolo il sistema portuale dell'area adriatica sotto l'autorità di Ostuni è ampliato dallo sviluppo della piccola Petrolla, oggi Villanova. Indice dell'espansione sull'Adriatico di Ostuni. Nel 1182 Tancredi Conte di Lecce e signore di Ostuni, concede al vescovo ed ai cittadini ostunesi di fondare un centro presso San Nicola di Petrolla e di popolarlo. È inoltre concesso un mulino ed un forno, riservandosi il diritto di amministrarvi la giustizia.
Il centro viene rilevato nel percorso di ritorno dalla terza crociata di Filippo II Augusto re di Francia nel 1191 et recedens, inde transitum fecit... per villam que dicitur la Petrolle.
È l'imperatore Federico II di Svevia a dare la maggiore spinta propulsiva per lo sviluppo del casale. Il 9 ottobre 1239 Federico II ordina ad Andrea di Acquaviva, giustiziere di Terra d'Otranto di verificare perché il suo predecessore Filippo di Maremonte non sia riuscito a far ripopolare Petrolla nonostante il suo ordine. Il 29 febbraio 1240 rinnova l'ordine allo stesso giustiziere e richiede di far pervenire ad cameram nostram una relazione completa. Pervenuta puntualmente il 6 aprile 1240.
Ostuni si aprì al commercio con gli Angioini, i quali costruirono nuove fortificazioni per la città e rifondarono, sulle rovine dell'antica Petrolla, il porto di Villanova (la frazione costiera del paese).
La particolarissima conurbazione del borgo medievale, con le case addossate le une alle altre e la presenza di domus palatiate a più piani, risale proprio a questo periodo storico e si spiega sia con esigenze difensive sia col voler sfruttare appieno in larghezza ed altezza tutto lo spazio disponibile all'interno delle mura.
Ostuni fu circondata da nuove mura con torrioni circolari in periodo aragonese: furono aperte quattro porte, delle quali oggi si conservano solo Porta Nova risalente al XII secolo e ricostruita nel XV secolo e Porta San Demetrio del XIII secolo.

### Dal Rinascimento al Risorgimento
Tra la fine del XV e i primi decenni del XVI secolo gli esponenti di spicco della comunità ebraica di Ostuni si distinsero nel commercio di prodotti tessili. La comunità nel suo complesso era una delle più floride della Terra d'Otranto e non fu esente da persecuzioni da parte dei cristiani.
Nel 1506 Ostuni passò al ducato di Bari di Isabella d'Aragona e della figlia Bona Sforza: sotto il dominio spagnolo cominciò così il periodo d'oro della città, sia dal punto di vista economico che culturale. I duchi concessero a Ostuni onori e privilegi, rafforzarono le fortificazioni delle mura cittadine e dotarono il litorale delle torri Pozzella (oggi diroccata) e San Leonardo. Il periodo rinascimentale corrisponde anche al massimo sviluppo urbanistico della città: il numero di abitanti tocca ormai quota 17 000. All'impianto medievale del centro storico si aggiungono numerosi nuovi edifici.

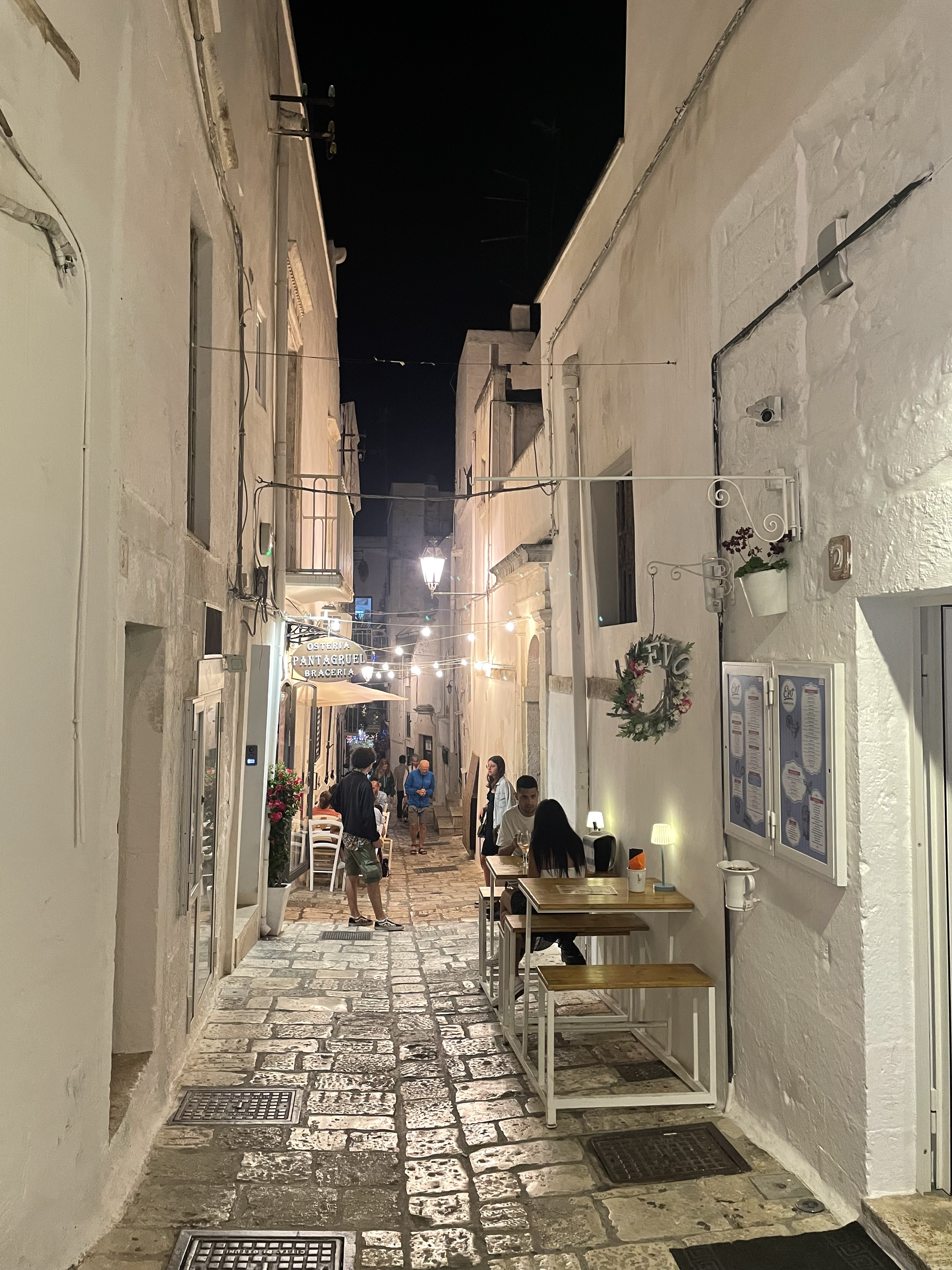
Il centro di sera

Ma nel XVII secolo cominciò una fase di declino: infatti nel 1639 Filippo IV d'Asburgo, a fronte dei debiti per la guerra dei trent'anni, vendette Ostuni agli Zevallos, una famiglia di mercanti che trattò la città alla stregua di feudo personale: anche la popolazione crollò al di sotto dei 10 000 abitanti. Fu durante questo periodo storico che la peste imperversò nella zona, pur risparmiando proprio Ostuni: questo perché era invalso l'uso di imbiancare le abitazioni con la calce, in quanto disinfettante naturale. Questa pratica non solo bloccò il contagio, ma, protrattasi nel tempo, rende ancora oggi la Città Bianca così peculiare a distanza di secoli.
Con i Borbone la città fiorì nuovamente. Ostuni si espanse in direzione dei vicini colli di Casale, Cappuccini, Sant'Antonio e Molino a Vento. Il centro della vita cittadina si spostò da piazza del Moro all'odierna piazza Libertà, dove si trova oggi il Municipio (e una volta sede del Convento dei Francescani). Fu proprio in questa piazza che Giuseppe Greco, nel 1771, innalzò la colonna in onore di Sant'Oronzo, il quale secondo la tradizione popolare aveva preservato la città dal contagio della peste.
Ai primi dell'Ottocento, sull'onda degli ideali dell'illuminismo, anche Ostuni venne attraversata da tumulti insurrezionali: vennero fondati un circolo della Giovine Italia e una rivendita carbonara. Durante questi moti Ostuni fu la prima città della Puglia a innalzare il tricolore.

### Ostuni oggi

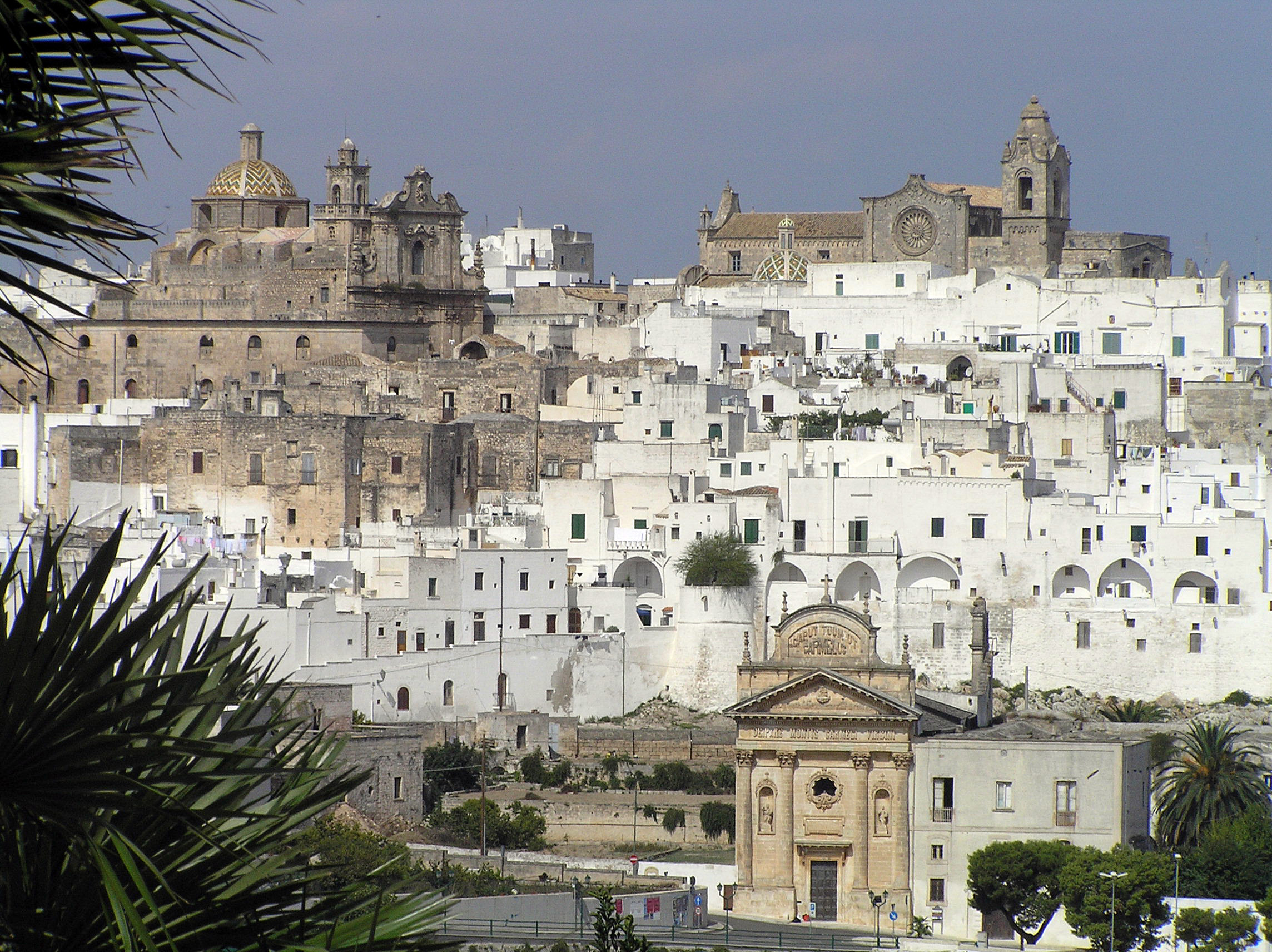
Vista di Ostuni

Dal secondo dopoguerra a ora, accanto allo sviluppo dell'agricoltura e dell'industria di trasformazione ad essa correlata (olio di oliva, mandorle, vino), la città è diventata una rinomata meta turistica, riuscendo a valorizzare i suoi beni culturali, storici e architettonici. Numerosi villaggi turistici, come ad esempio Rosa Marina, di rilevanza internazionale, sono sorti sul litorale, uno dei più puliti della costa pugliese. Nel 2006 si è istituito sulla costa che confina con il comune di Fasano il Parco naturale regionale Dune costiere da Torre Canne a Torre San Leonardo, area protetta di elevato interesse naturalistico e paesaggistico.
La caratteristica più peculiare del centro storico è l'imbiancatura a calce delle case, il cui uso, attestato sin dal Medioevo, deriva, oltre che dalla sua facile reperibilità, anche dalla necessità di assicurare alle viuzze e agli ambienti ristretti di impianto medievale una maggiore luminosità, data dalla luce sia diretta che riflessa. Come già detto, questo costume ha rivestito anche un ruolo importante storicamente nel XVII secolo, quando l'imbiancatura a calce fu l'unico modo per evitare che la peste dilagasse nella cittadina ed il contagio aumentasse sino a portarne la distruzione.
Questa pratica, ancora oggi preservata, fece sì che Ostuni fosse denominata Città Bianca o Città Presepe, ed era una caratteristica che la rendeva riconoscibile e indimenticabile ai visitatori.

### Simboli
Descrizione araldica dello stemma:
(D.C.G. del 16 dicembre 1936)
Descrizione araldica del gonfalone:
(R.D. del 9 dicembre 1937)

## Monumenti e luoghi d'interesse

### Architetture religiose
Nel centro storico di Ostuni vi sono le seguenti chiese:

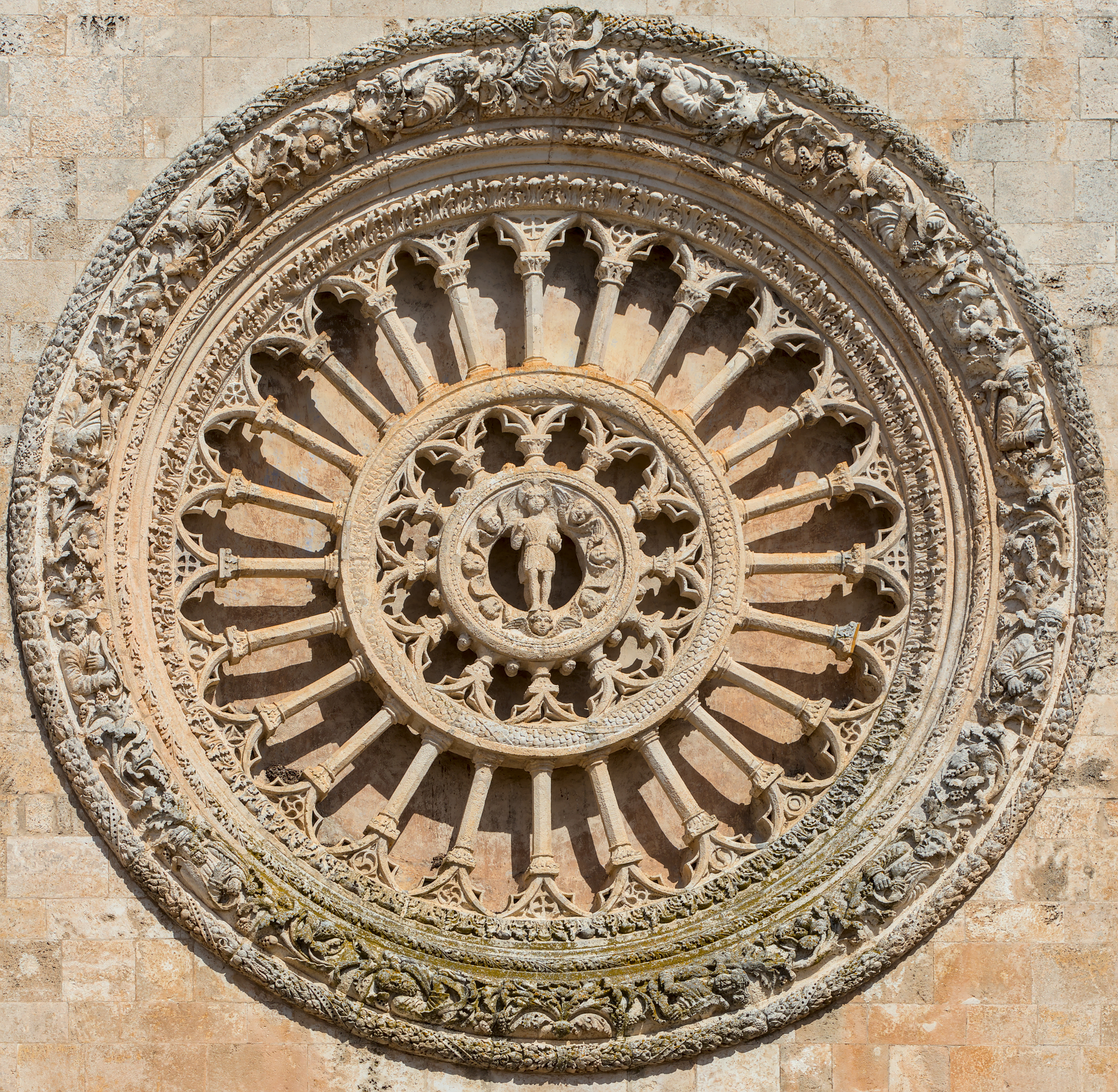
Il rosone della concattedrale

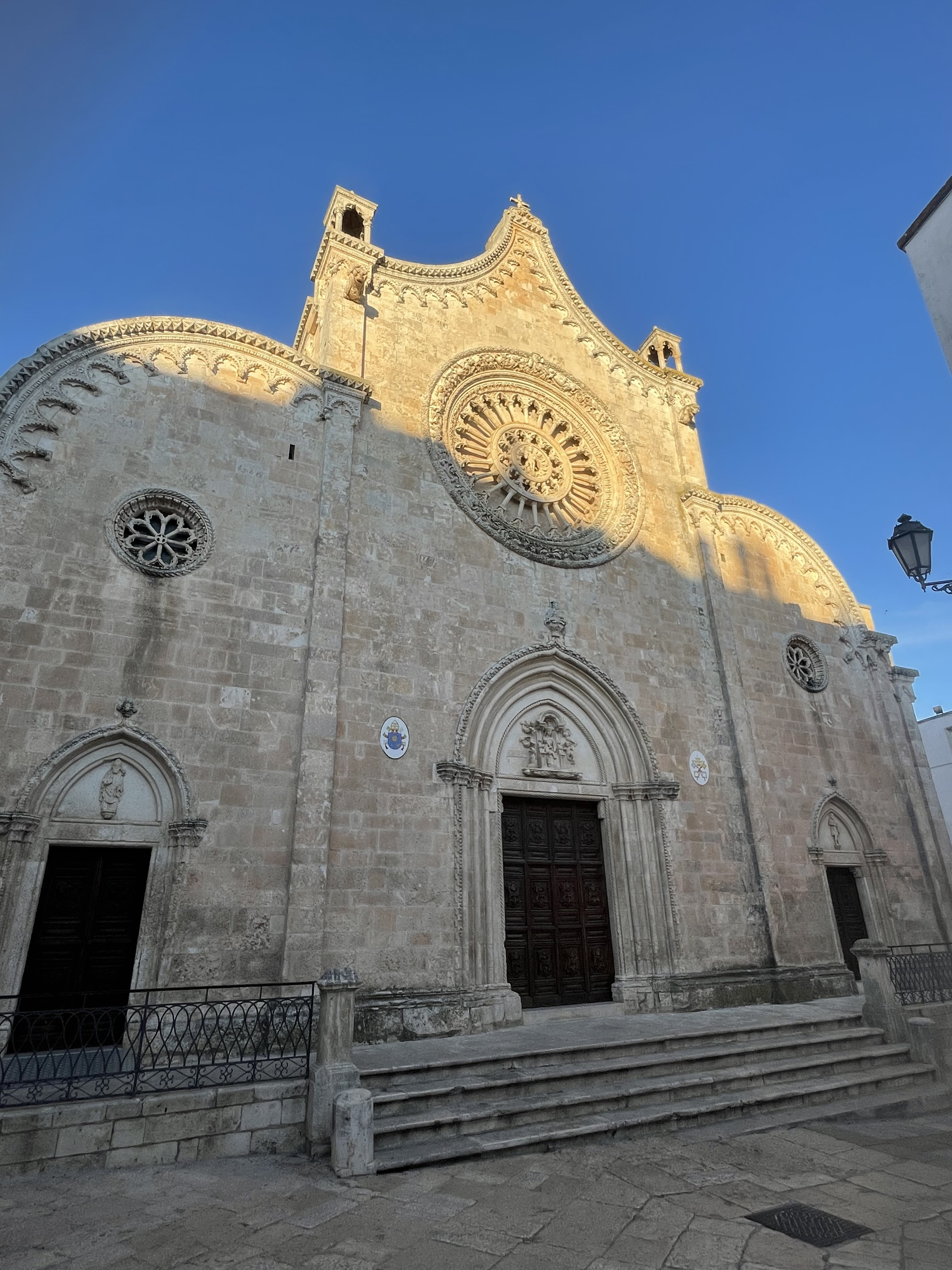
La concattedrale

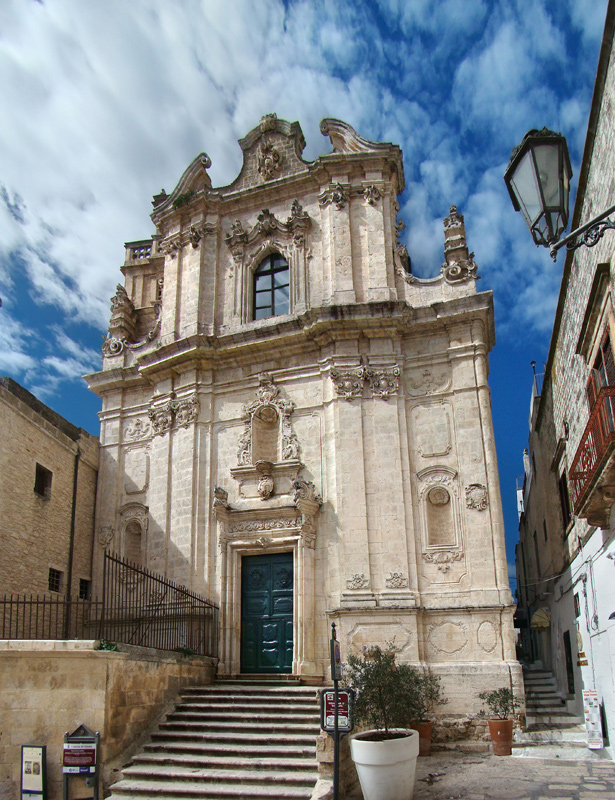
La chiesa di San Vito Martire

- La concattedrale di Ostuni, posta alla sommità del colle più alto, fu iniziata nel 1435 e completata tra il 1470 e il 1495. Ha una caratteristica facciata di tarde forme gotiche, tripartita da lesene. La parte centrale termina con un timpano formato da due archi inflessi, le ali con due mezze lunette; timpano e lunette hanno un coronamento gotico, che si prolunga sui fianchi e attorno al transetto, di archetti trilobi a profilo seghettato su mensole scolpite. La facciata è aperta da tre eleganti portali ogivali (nella lunetta di quella mediano, bassorilievo raffigurante la Madonna col Bambino in gloria) sormontati ciascuna da una rosa, di cui quella centrale a 24 raggi, notevole per dimensione e ricchezza d'intagli. Altre rose sono nelle testate del transetto. L'interno, a croce latina a tre navate su colonne, è rifatto in ariose e solenni forme settecentesche, con soffitto piano dipinto e cappelle barocche (presso l'ingresso, colonna della costruzione primitiva). Al termine della navata sinistra è un altare in legno del 1734 con busti dei santi Oronzo, Biagio e Agostino. Nell'abside coro in legno di noce riccamente intagliato (XVII secolo). Nella navata destra sepolcro del vescovo Filo (1720) e nell'ultima cappella c'era una Madonna col Bambino e santi, di Jacopo Palma il Giovane (trafugata). L'Archivio capitolare possiede oltre 200 pergamene dal 1137. Il rosone della chiesa è il più grande d’Italia nonché il secondo più grande d'Europa, dopo quello della chiesa di Santa Maria del Pi di Barcellona[21].
- il monastero delle Carmelitane, del Settecento, a cui è annessa la chiesa di San Vito Martire in barocco leccese (nota anche come Carmelo di Santa Maria Maddalena de' Pazzi), del 1750-1752, dalla fastosa facciata curvilinea con fastigio spezzato, ricco finestrone centrale e cupola a mattonelle policrome. All'interno notevoli il pulpito ligneo del ‘600, il monumento funebre di Cono Luchino Del Verme (1747) e i sontuosi altari barocchi di Francesco Morgese (1763), le cui tele, opera di Domenico Lettieri (1760) sono conservate nell'adiacente Museo di Civiltà Preclassiche della Murgia Meridionale.
- la chiesa di San Giacomo di Compostela o dei Santi Cosma e Damiano, eretta nel 1423; dell'originaria costruzione conserva nella facciata l'architrave del portale e il soprarco ogivale scolpito, e una finestra ornata nell'abside.
- la chiesa di San Francesco d'Assisi, di fondazione medievale, ma con facciata del 1882: nell'interno settecentesco conserva in controfacciata il dipinto Mosè che spezza le tavole della legge (scuola di Luca Giordano), le statue lignee dell'Immacolata di Giacomo Colombo (1719) e di Sant'Agostino (XVIII secolo) e il busto di San Giuseppe col Bambino Gesù (scuola napoletana del Seicento) e di San Giuseppe;
- la chiesa dello Spirito Santo (1637) ha un bel portale rinascimentale con bassorilievi attribuibili al XV secolo, di gusto ancora tardogotico: nella lunetta, Dormitio Virginis; nel timpano, Incoronazione di Maria e Annunciazione. All'interno, Madonna col Bambino e i santi Elisabetta, Anna e Gioacchino, dipinto di Fra Giacomo da San Vito;
- la chiesa di Santa Maria della Stella prima si chiamava Santa Maria della Porticella, perché vi si trovava una piccola porta di età angioina di accesso alla città. La facciata ha un portale sormontato dalla statua della Madonna della Stella. All'interno c'è un altare in legno, e nella nicchia troneggia la statua della Madonna della Stella.

Nella parte moderna dell'abitato si trovano:
- la chiesa dei Cappuccini (o Santa Maria degli Angeli) del 1585, nella quale si conserva una tela di scuola napoletana del ‘600;
- la chiesa dell'Annunziata, eretta nel 1196 e trasformata in stile barocco dai frati Riformati nel 1668; nell'interno, da notare una cappella della navata destra con crociera affrescata nel XVI secolo (Dottori della Chiesa); coro ligneo cinquecentesco con pannelli a bassorilievo (Annunciazione e i Santi Francesco e Antonio). La Deposizione di Paolo Veronese (1570), trafugata nell'ottobre del 1975, è stata recuperata nel marzo del 1977; l'Annunciazione dell'altare maggiore è di fra Giacomo da San Vito; la Natività di Maria è attribuita a Corrado Giaquinto. In sagrestia Ultima Cena di Barnaba Zizzi.
- la chiesa della Madonna del Pozzo, situata nella zona del circuito, dove ogni sabato viene instaurato il mercato cittadino. Chiesa moderna ed essenziale nelle forme.
- la chiesa di San Luigi Gonzaga, situata nel pieno centro della parte moderna della città, in via Carlo Alberto, è una delle parrocchie più grandi di Ostuni, coprendo gran parte della zona moderna.

In collocazione più periferica:
- la chiesa di Santa Maria la Nova, a 1,5 km in direzione di Carovigno, a sinistra della strada, eretta nel 1561, con portale ogivale, un occhio e coronamento ad archetti, sorge all'ingresso d'una grotta naturale, con tracce d'affreschi del XII-XV secolo (Cristo, la Vergine, San Giovanni Battista);
- il santuario di Sant'Oronzo, situato in una conca tra due speroni delle Murge, fu eretta nella seconda metà del ‘600 davanti a una caverna ove il Santo avrebbe trovato rifugio. A sinistra della chiesa si sale per una scalinata a una fonte intermittente ritenuta miracolosa;
- la chiesetta di San Biagio in Rialbo, del XII secolo, presso la masseria Pizzicucco, di difficilissimo accesso, con una grotta naturale (tracce di affreschi bizantineggianti).

### Architetture civili

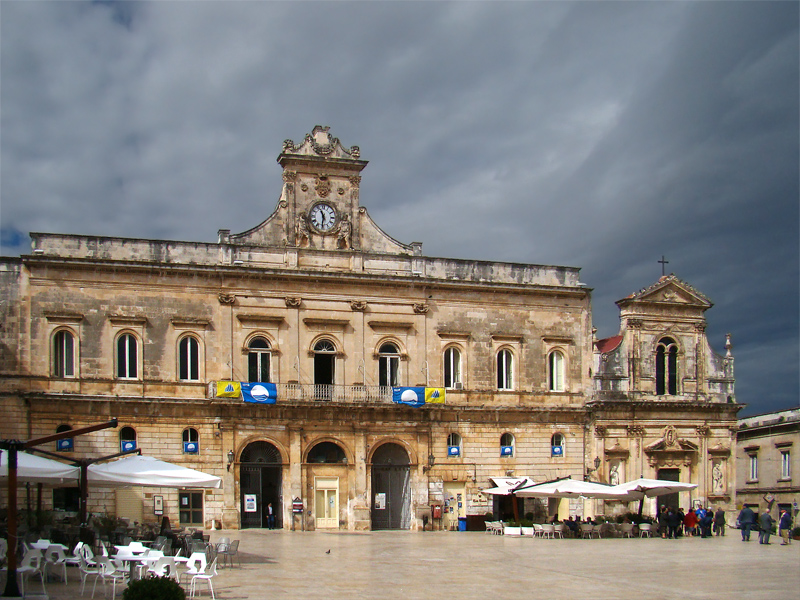
Piazza della Libertà

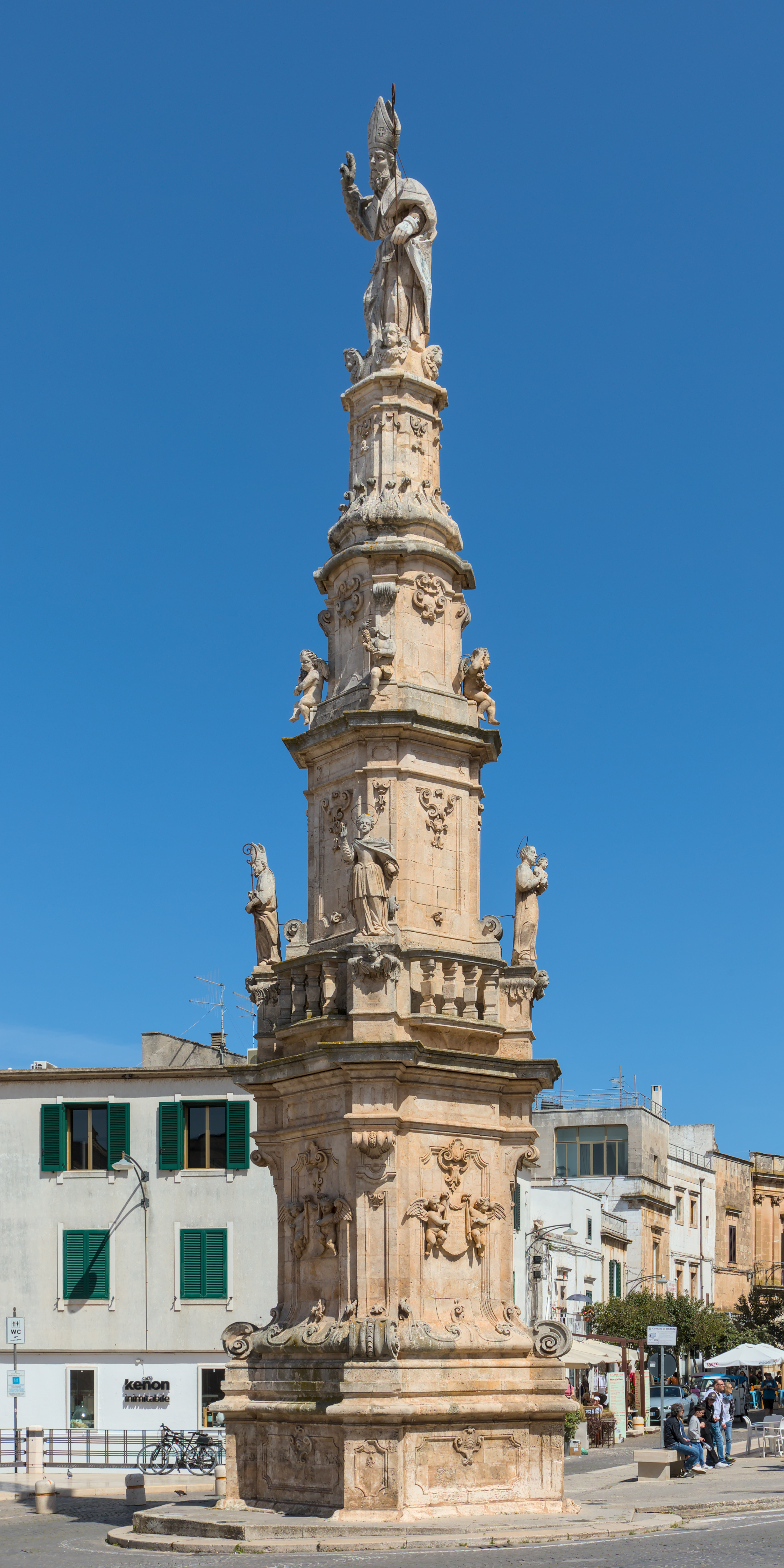
Colonna di Sant'Oronzo

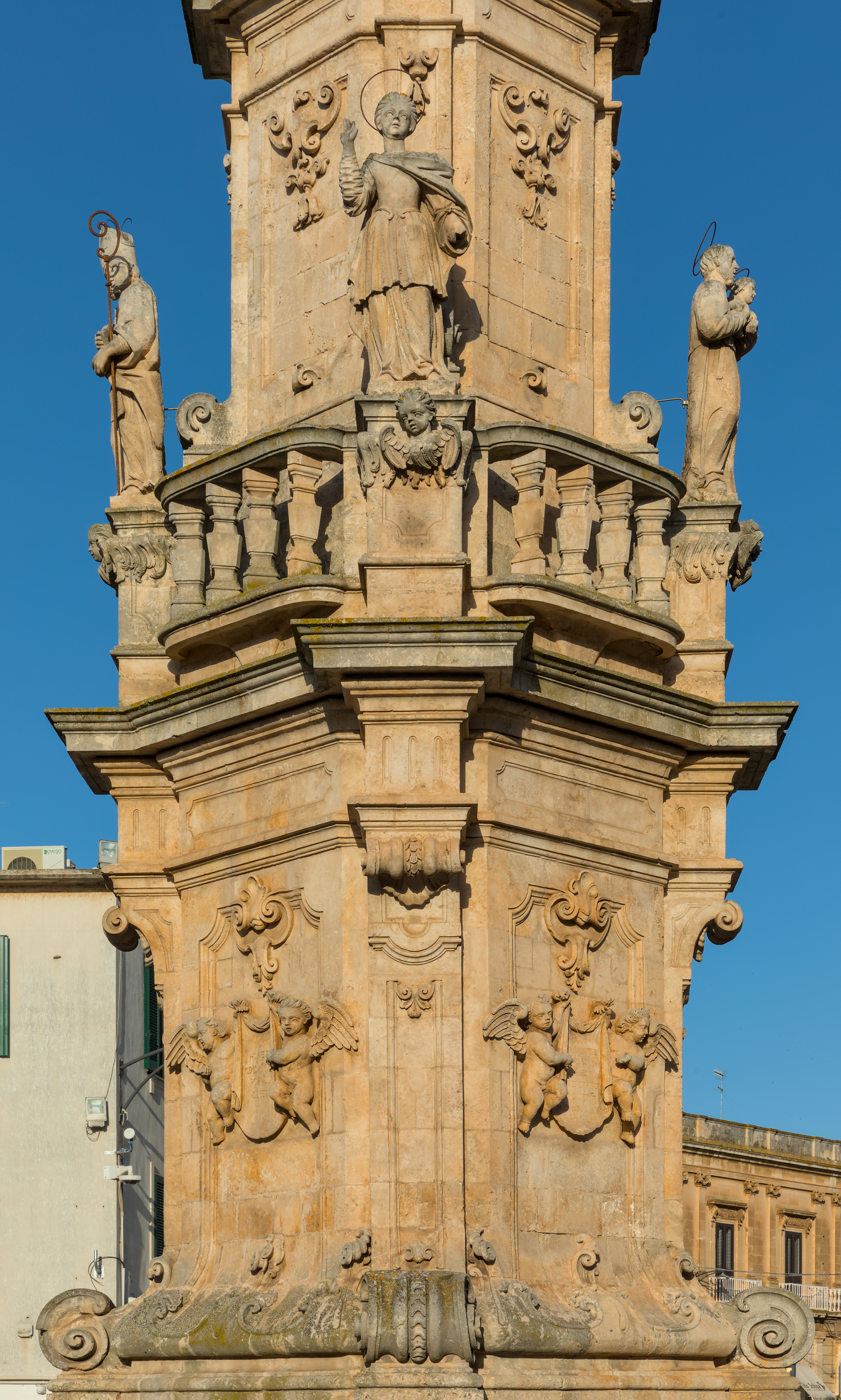
Particolare della Colonna di Sant'Oronzo

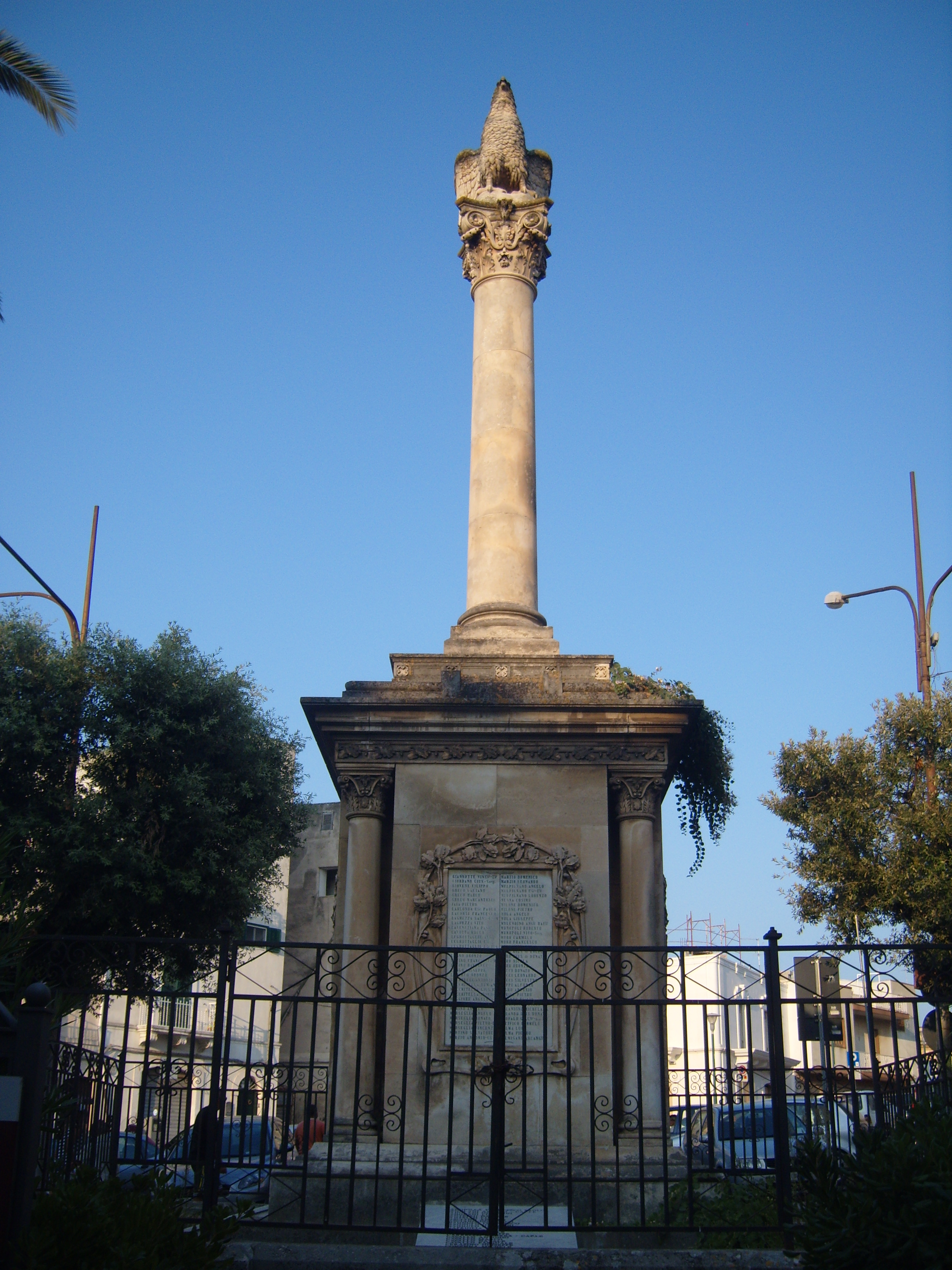
Monumento ai caduti (1923)

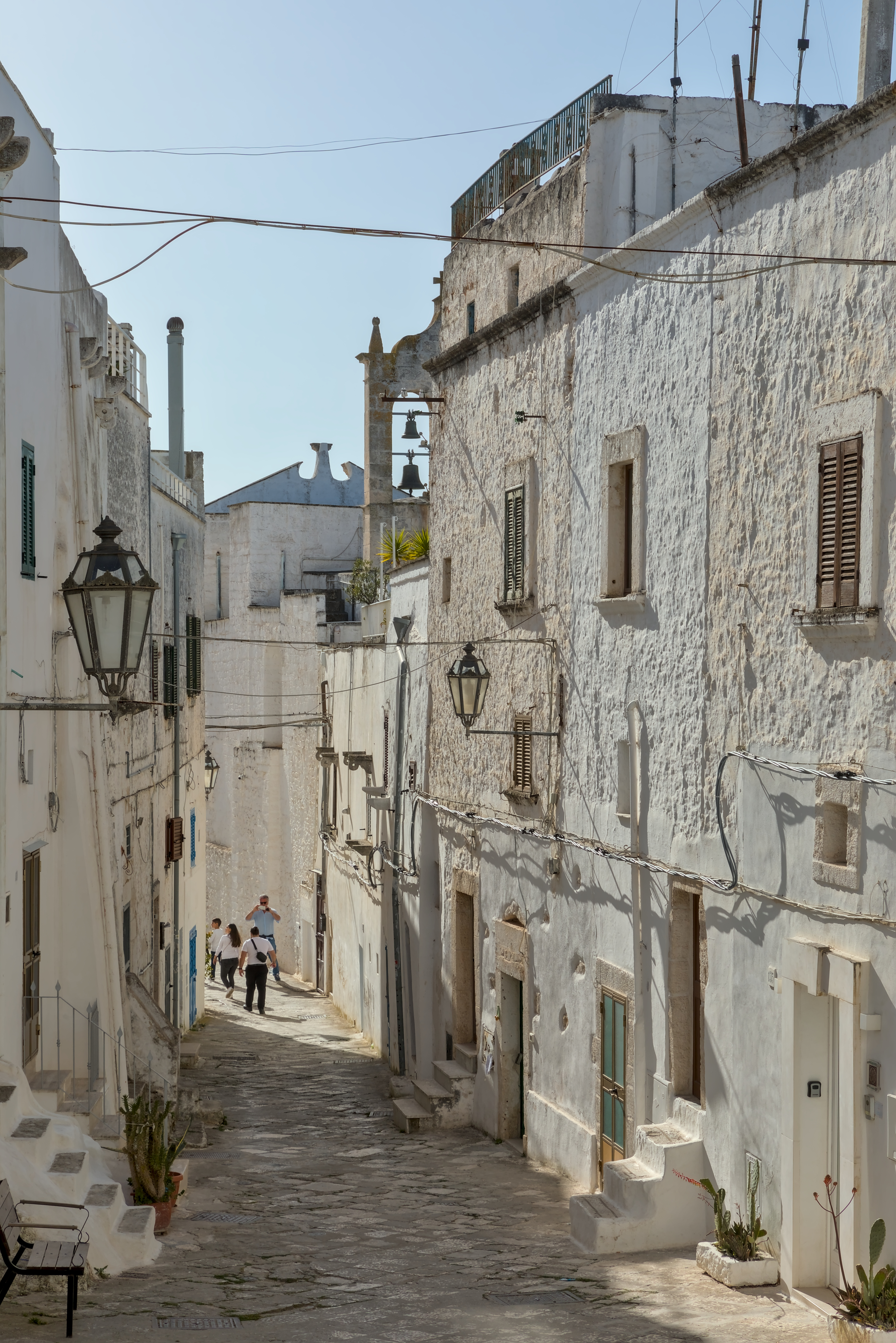
Via Clemente Leonardo, nel centro storico

- Villa Nazareth: costruita nel 1957 da don Raffaele Pomes, inizialmente per ritrovo sociale, poi modificato in edificio medico psicopedagogico, per dare la possibilità a bambini disagiati, che avevano problemi familiari o scolastici e che comunque avevano comportamenti deviati. È stata luogo di vari incendi, l'ultimo dei quali ha leso il solaio del corridoio del primo piano il 4 febbraio 2009. Nel 2012 è stata acquistata da un privato, tutt'oggi è una struttura socio assistenziale per anziani.
- Conceria del Tabacco: costruito negli anni venti del Novecento, era un edificio di rilevante importanza poiché ospitava tutto il tabacco necessario alla creazione di sigarette per la popolazione. All'interno si nota la presenza del montacarichi, utile per trasportare le merci da un piano all'altro. Verso la metà degli anni sessanta la figlia di un impiegato resta accidentalmente schiacciata dal montacarichi. Da quel momento l'edificio è stato abbandonato sino al 2024, quando è stato acquistato dalla famiglia Passera per la costruzione di un albergo di lusso. Vista Ostuni, per il nuovo hotel un terzo dei ricavi dalla ristorazione firmata Berton, in Il Sole 24 ore, 12 febbraio 2025.
- Le mura aragonesi che cingono la città vecchia: visibili per lunghi tratti, sono rafforzate da torrioni circolari. A est si apre la Porta di San Demetrio (XV secolo), sul lato ovest Porta Nova (XV secolo).

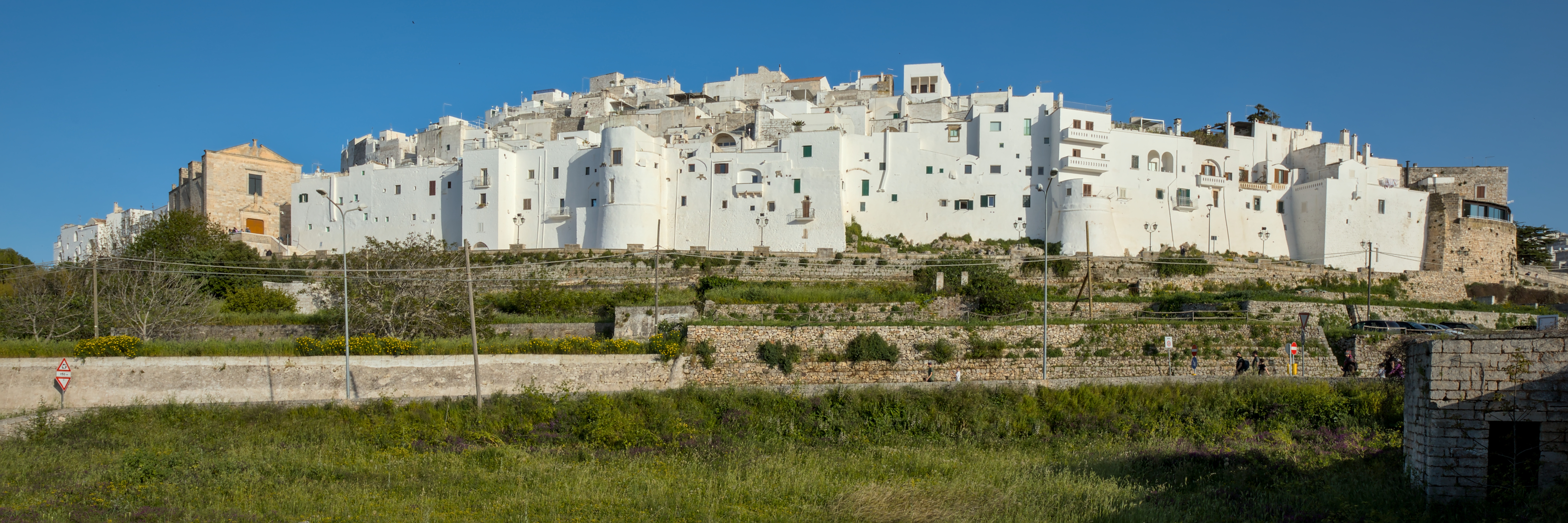
Le mura aragonesi

Il borgo antico offre molti aspetti pittoreschi dovuti alla eccezionale conservazione delle caratteristiche costruttive del luogo e delle peculiarità urbanistiche.
Si incontrano alcuni esempi di dimore signorili:
- il barocco palazzo ducale Zevallos;
- il palazzo Siccoda (1575) in via Cattedrale 35;
- nella piazzetta della Cattedrale si fronteggiano i settecenteschi edifici del Palazzo Vescovile e del vecchio Seminario, collegati con vivo effetto pittorico dall'arco Scoppa;
- nel vico Castello, scarsi avanzi del Castello, eretto nel 1148 da Goffredo III, conte di Lecce e di Ostuni, e demolito nel 1559 per far posto all'episcopio.
- nel borgo antico, i palazzi nobiliari delle famiglie degli Aurisicchio, degli Ayroldi, dei Bisantizzi, dei Falghieri, dei Ghionda, dei Giovine, degli Jurleo, dei Palmieri, dei Petrarolo, dei Siccoda, degli Urselli, degli Zaccaria.

Talvolta spiccano solo gli interessanti portali barocchi scolpiti nella tenera pietra locale e inseriti con gusto nel bianco delle pareti:
- il portale di palazzo Falgheri (XVI secolo) in via A. Giovine 27;
- i portali del palazzo Ghionda-Pomes e della casa Molendino in via F. Bax 5-7;
- il portale rococò del palazzo Bisantizzi in via A. Petrarolo 34-36.

Il monumento simbolo di Ostuni è la colonna di Sant'Oronzo, alta 20,75 m, di Giuseppe Greco (1771), dall'esuberante decorazione barocca: a mezz'altezza le statue dei Santi Biagio, Irene, Gaetano e Lucia.

#### Masserie
Il territorio è costellato di numerose masserie, alcune di importanza storico-architettonica e fondamentali per comprendere le strutture sociali e produttive della zona:
- la masseria Santa Caterina, sulla strada statale 16 Adriatica in direzione Carovigno, dall'aspetto di un fortilizio con alta torre ottagonale (XVI-XIX secolo);
- la fortificata masseria Lo Spagnulo (dal proprietario il feudatario Saverio Lopez y Royo), sulla strada statale 16 Adriatica in direzione di Fasano e poi all'interno, con un corpo centrale dall'aspetto di un fortilizio (all'interno bello scalone settecentesco di accesso all'edificio principale del 1680) e torre di avvistamento di impostazione medievale.
- la masseria Carestia (1754-1777) con interessanti elementi architettonici e decorazioni scultoree originali;
- la masseria Ottava, costituita da una torre fortificata del XVI secolo, che ha anche nelle sue pertinenze una chiesetta medievale di fondazione angioina (XIV secolo) con interessante portale decorato con motivi a zig-zag.
- la masseria Cappuccini, costituita da un gruppo di trulli, del (XVII secolo) con interessante aia risalente al XVII secolo.
- la masseria Ferri, costituita da un gruppo di trulli a cono, del (XVIII secolo) con interessante chiesa medioevale e decorazioni scultoree originali.
- la masseria Tolla.

### Siti archeologici
- il dolmen di Montalbano (detto erroneamente di Cisternino, e noto localmente come Tavola dei Paladini), è in contrada "occhio piccolo" nel territorio di Fasano, presso l'abitato di Montalbano di Fasano; è di grandi proporzioni (altezza 145 cm; lastrone di copertura 200 × 300 cm circa), danneggiato in tempi recenti con la distruzione del dromos.
- il Parco archeologico e naturalistico di Santa Maria di Agnano presenta i resti di un insediamento messapico, raggiungibile dalla strada statale 16 Adriatica Ostuni-Fasano. Conserva la grotta-santuario rilevante per il ritrovamento delle ossa della "gestante di Ostuni", giovane donna partoriente di 25 000 anni fa, attualmente custodita nel Museo.
- la Torre San Leonardo, torre di avvistamento antisaracena, è in località Pilone;
- il Castello di Villanova sorge presso il mare, ove si apre un porticciolo. Villanova venne fondata nel 1277 da Carlo I d'Angiò sul luogo dove, verso la fine del XII secolo, Tancredi conte di Lecce aveva costruito la città di Petrolla, presto scomparsa a causa delle incursioni.

## Società

### Evoluzione demografica
Abitanti censiti

### Etnie e minoranze straniere
Secondo i dati ISTAT al 1 gennaio 2023 i cittadini stranieri residenti a Ostuni sono 1 438, pari al 4,48% della popolazione. Le nazionalità più rappresentate sono:
- Marocco: 264
- Romania: 198
- Regno Unito: 159
- Albania: 102
- Nigeria: 89
- Georgia: 70
- Germania: 52
- Cina: 43
- Pakistan: 28
- Francia: 24

La grande comunità inglese di Ostuni, superiore alla quantità presente in grandi città come Napoli o Trieste, è dovuta alla "migrazione" di varie famiglie del Nord Europa, specialmente provenienti dal Regno Unito e dalla Germania, che, attirate dalla bellezza del territorio e dal clima favorevole, hanno acquistato ville e palazzi in città e nei dintorni. Questo fenomeno è stato definito "Salentoshire", nome ironico in contrapposizione con il "Chiantishire", che interessava la suddetta area della Toscana.

### Lingue e dialetti
Sebbene sotto il profilo geografico e culturale Ostuni vada considerato il più settentrionale comune del Salento, da un punto di vista linguistico il dialetto ostunese rappresenta un idioma di transizione apulo-salentino poiché presenta forti influenze da parte non solo del salentino di matrice brindisina - soprattutto nella cadenza, nei termini e negli articoli maschili singolare e plurale (lu e li) - ma anche del dialetto barese e, in misura minore, del dialetto tarantino, specie sotto il profilo fonetico e vocalico. Particolare è il trattamento delle vocali finali: Ostuni è da segnalare come l'ultimo centro della Puglia adriatica in cui esse sono ridotte alla vocale indistita ë, ma ciò non vale per -a finale e per le parole terminanti in -lu. Infine le vocali toniche risultano pronunciate ancora secondo il modello della Puglia centro-settentrionale, ossia sulla base dell'isocronismo sillabico, per cui sono chiuse in sillaba terminante con una vocale (ad es. bé-ne, dó-po) e aperte in sillaba terminante con consonante (ad es. quèl-lo, sòt-to). Ostuni costituisce l'ultimo luogo in cui sono vitali queste caratteristiche di tipo prettamente pugliese, perché già nella vicina Carovigno il dialetto è di tipo completamente salentino, con vocali aperte e mancanza della caduta delle vocali finali.

## Cultura

### Scuole
Nel comune sono presenti: tre scuole primarie, due scuole secondarie di primo grado e otto istituti secondari di secondo grado:

#### Scuole secondarie di secondo grado
- Liceo Classico "L. Pepe - A. Calamo"
- Liceo Scientifico e Scientifico Scienze Applicate "L. Pepe - A. Calamo"
- Istituto Tecnico Economico e Tecnologico "Pantanelli - Monnet" Amministrazione, Finanza e Marketing; Costruzioni, Ambiente e Territorio; Informatica e Telecomunicazioni; Elettronica ed Elettrotecnica; Relazioni Internazionali per il Marketing; Turismo
- Istituto Tecnico Agrario "Pantanelli - Monnet"

### Cinema
Ad Ostuni sono stati girati i seguenti film:
- Anni ruggenti nel 1962;
- Il Saprofita nel 1974;
- Palermo Milano solo andata nel 1995;
- Figli di Annibale nel 1998;
- Il grande botto nel 2000;
- Un difetto di famiglia nel 2002;
- 2061 - Un anno eccezionale nel 2007;
- Mia madre nel 2010.
- Io non mi arrendo nel 2016
- Pinocchio nel 2019
- 365 giorni nel 2020
- La vita davanti a sé nel 2020
- Fratelli Caputo nel 2020
- La Ruota del Tempo nel 2021
- Shoshana nel 2023
- In the Fire nel 2023

A Ostuni sono state girate anche alcune pubblicità per la televisione: il gelato Coppa del nonno, l'Alfa Romeo 145, la Lancia Ypsilon, la Fiat 600 e il Limoncè.

### Cucina
Lo stesso argomento in dettaglio: Cucina salentina e Cucina pugliese.
I piatti tipici della cucina pugliese assumono un ruolo chiave anche nella cucina ostunese. Il famoso piatto fave e cicorie è originario proprio della città bianca.[senza fonte]↵Le orecchiette al ragù o con le cime di rapa, le pettole e le pucce sono tipiche di questa zona. Famosa è anche la focaccia ostunese, che si differenzia da quella barese per l'aggiunta della mozzarella.[senza fonte]

### Vino
Lo stesso argomento in dettaglio: Appia dei Vini.
Nel territorio di Ostuni è possibile produrre Aleatico di Puglia Doc, Ostuni Doc, Brindisi DOC, Puglia Igt.
Lungo la Strada Appia dei vini, di cui il comune è membro, esistono varietà indigene di vitigni:
- Malvasia nera di Brindisi,
- Sangiovese;
- Negroamaro;
- Ottavianello.

### Eventi
- Il 3 febbraio si festeggia san Biagio vescovo, martire, compatrono di Ostuni insieme al protettore sant'Oronzo, i cittadini si recano sempre numerosi sui colli ostunesi dove nella roccia c'è la cripta di san Biagio. Nella giornata del 3 febbraio, numerose funzioni liturgiche hanno lo scopo di rinnovare per i fedeli l'intercessione del santo protettore dei mali della gola, il sacerdote ponendo la reliquia del santo sulla gola del fedele lo librerebbe dai mali della gola.
- I festeggiamenti per il protettore sant'Oronzo durano quattro giorni (dal 24 al 27 agosto). Di particolare interesse è la Cavalcata di sant'Oronzo, originariamente Cavalcata dei Devoti, una processione con cavalli e cavalieri, bardati con gualdrappe e divise rosse ricche di ricami e lustrini, che si svolge il 26. I festeggiamenti comprendono anche due fiere e uno spettacolo di fuochi pirotecnici.
- A Ferragosto nel centro storico si tiene la "Sagra dei Vecchi Tempi" dove, oltre a gustare i piatti tipici della gastronomia locale, si possono ammirare gli artigiani che ripropongono mestieri ormai scomparsi.

- Dal 1997 si tiene nella città la manifestazione culturale "Un'emozione chiamata libro". Personalità del calibro di Roberto Saviano, Serena Dandini o Margaret Mazzantini hanno partecipato più volte a quest'iniziativa di rilevanza nazionale.[24]La settimana dei bambini del mediterraneo.

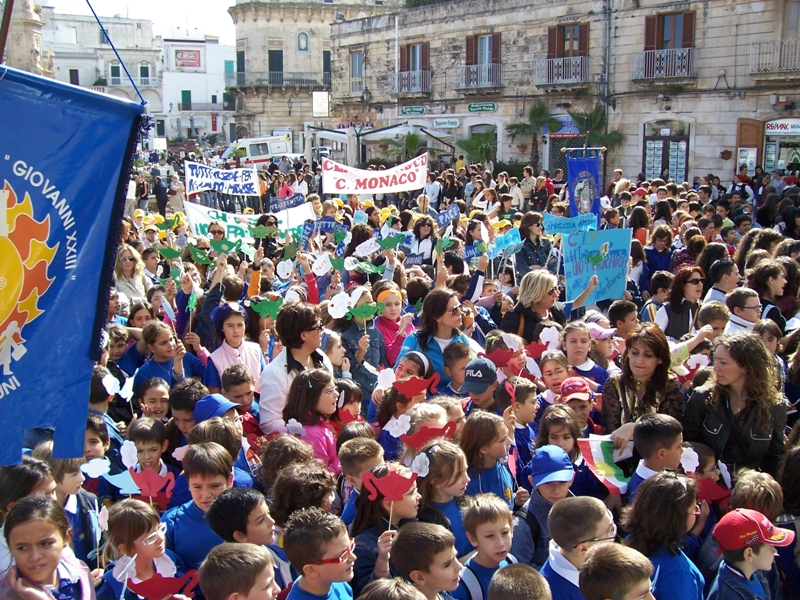
La settimana dei bambini del mediterraneo.

In autunno si svolge la Settimana dei bambini del Mediterraneo, evento educativo che si realizza anche in altri comuni del Salento (Ceglie Messapica, Cisternino, Oria, San Michele Salentino, San Pancrazio Salentino, San Vito dei Normanni), coinvolgendo molte scuole pugliesi con la partecipazione di delegazioni dei bambini di vari stati del Mediterraneo., e con particolare attenzione per i bambini immigrati. Vi partecipano vari esperti del mondo dell'infanzia provenienti anche dall'estero. La Settimana si rifà principalmente al lavoro realizzato in vita dallo scrittore per l'infanzia Gianni Rodari, e ha come finalità l'educazione alla pace e all'intercultura. I bambini provenienti dai paesi del Mediterraneo sono ospiti delle famiglie di Ostuni e dei paesi dei dintorni, svolgono attività insieme ai bambini del luogo, e partecipano insieme al "Consiglio Comunale dei Ragazzi".

## Geografia antropica

### Frazioni e località
- Rosa Marina (località), conobbe un notevole sviluppo a partire dalla fine degli anni sessanta con la realizzazione di un grande insediamento turistico, per iniziativa dell'imprenditore austriaco Max Schachter. Le prime ville furono prevalentemente acquistate da turisti stranieri, soprattutto svedesi e inglesi. Nel corso degli anni settanta, il centro si espanse ulteriormente e venne attuato uno dei primi esempi di albergo diffuso con la coesistenza di villette di proprietà e altre destinate alla ricettività alberghiera, tutte ad un solo piano, in stile mediterraneo e di colore bianco[28].
- Monticelli (località)
- Villanova (località)[29]

#### Nuclei abitati
Campanile, Cavallerizza, Certosa, Cervillo, Chianchizzo, Chiobbica,	Costa Merlata, Diana Marina, Fantese, Fogliarella, Fumarola, Galante, Grieco, Grotta Figazzano, La Fica, Lamardilla, Martellotti, Pascarosa, Portarino, Ramunno, San Salvatore, Santoro, Satia, Soluco, Sorbola, Specchiaruzzo, Traghetto.

## Economia
L'economia ostunese è cresciuta considerevolmente negli ultimi dieci anni. Fino alla prima metà degli anni novanta del Novecento l'economia locale era basata sull'agricoltura (famosi i suoi uliveti), dalla seconda metà degli anni novanta ad oggi si è sviluppato molto il settore terziario e la creazione di piccole e medie imprese volte a creare nuovi posti di lavoro e a far aumentare la produttività locale. Notevoli sono le esportazioni di olio di oliva, sia in territorio nazionale che internazionale.

### Agricoltura

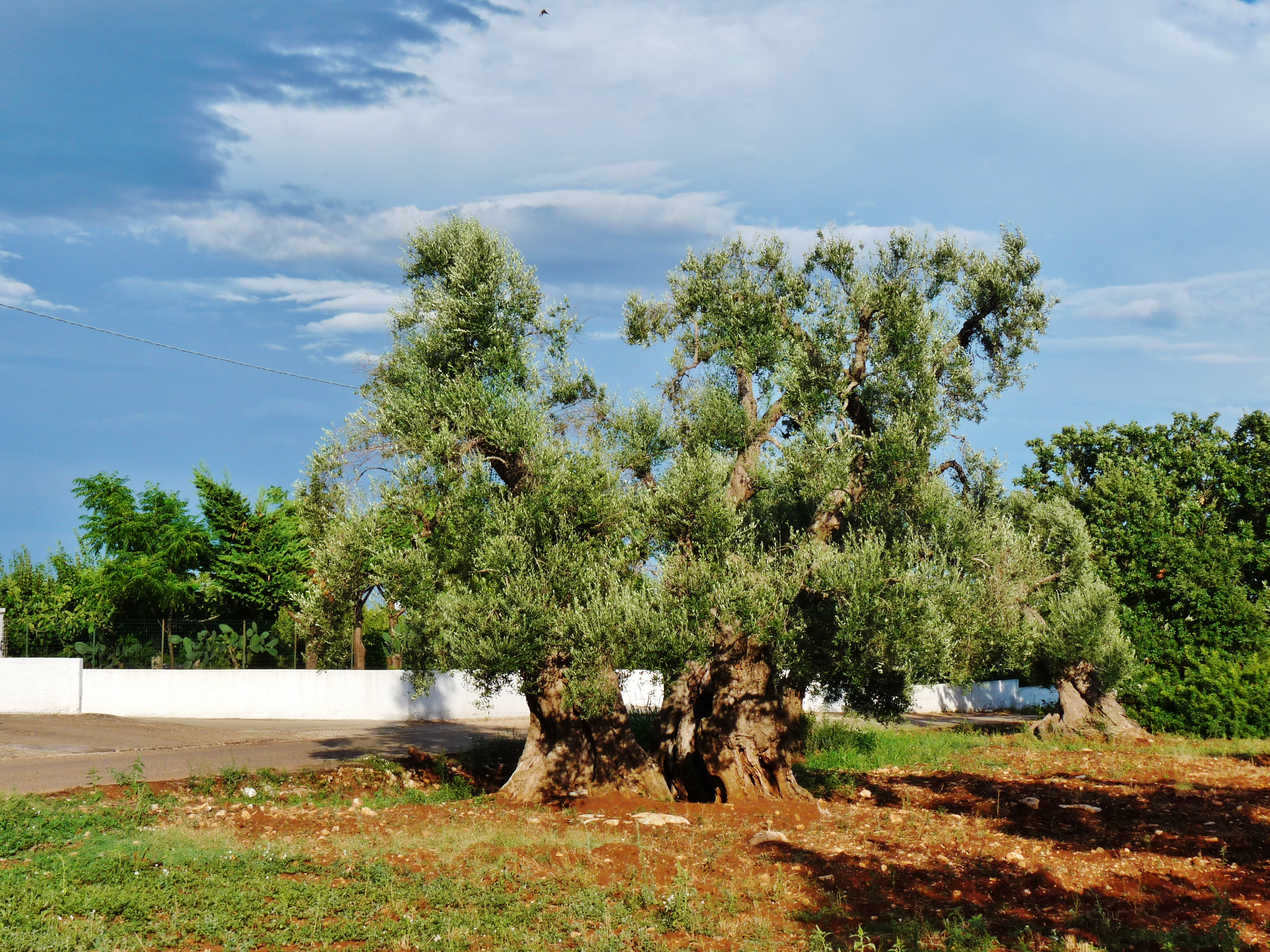
Un olivo secolare

Il settore agricolo occupa un discreto numero di lavoratori. Si basa principalmente sulla coltura dell'olivo, della vite, di vaste coltivazioni ortive, del ciliegio e del mandorlo. Gli agricoltori, inoltre, non risentono pesantemente degli effetti causati dai periodi di siccità perché possono utilizzare l'acqua dalle numerose acque sorgentizie. Nel territorio è molto attivo anche l'allevamento di cavalli purosangue di razza Murgese, e i tipici allevamenti naturali e prevalentemente biologici di ovini, suini e caprini.

### Industria
Ostuni, grazie alla sua posizione geografica favorevole, ha avuto negli ultimi decenni un discreto sviluppo nei rami dell'industria e del commercio. Sono presenti sul territorio del comune anche numerose attività industriali, attive nei settori dell'alimentare, dell'abbigliamento, della meccanica leggera, della plastica e delle costruzioni. Il commercio rappresenta, dopo il turismo, il ramo di attività più cospicuo e può contare sull'organizzazione di varie mostre e fiere durante l'anno, che attraggono aziende da tutto il Sud Italia.

### Turismo
Ostuni è una meta turistica conosciuta sin dagli anni trenta del Novecento. Il comune si fregia della bandiera Blu e le cinque vele di Legambiente per la pulizia delle acque della sua costa e per la qualità dei servizi offerti. Nel 2005 inoltre la regione Puglia ha riconosciuto il comune come "località turistica".

## Infrastrutture e trasporti

### Strade
Il capoluogo comunale è servito dalla strada statale 16 Adriatica. Le frazioni balneari sono lambite dalla strada statale 379 Egnazia e delle Terme di Torre Canne, una superstrada che opera in variante alla SS16 tra Fasano e Brindisi. 
Numerose strade provinciali collegano il capoluogo comunale alle frazioni e ai centri vicini: la SP17 per Cisternino, la SP19 per Rosa Marina, la SP20 per Villanova, la SP21 per Costa Merlata, la SP22 per Ceglie Messapica, la SP28 per Francavilla Fontana, la SP29 per San Michele Salentino e la SP14 verso Martina Franca.

### Ferrovie
La stazione di Ostuni, lungo la ferrovia Adriatica, è posta a 4 km dall'abitato.

### Mobilità urbana
I trasporti urbani e interurbani di Ostuni vengono svolti con servizi regolari di autobus gestiti dalla società STP.

## Amministrazione
Di seguito è presentata una tabella relativa alle amministrazioni che si sono succedute in questo comune.
| Periodo           | Periodo           | Primo cittadino     | Partito                            | Carica      | Note   |
| ----------------- | ----------------- | ------------------- | ---------------------------------- | ----------- | ------ |
| 4 ottobre 1988    | 27 maggio 1989    | Michele Coppola     | Democrazia Cristiana               | Sindaco     | [ 36 ] |
| 3 ottobre 1989    | 18 settembre 1990 | Michele Coppola     | Democrazia Cristiana               | Sindaco     | [ 36 ] |
| 18 settembre 1990 | 21 dicembre 1992  | Michele Zurlo       | Democrazia Cristiana               | Sindaco     | [ 36 ] |
| 21 dicembre 1992  | 27 giugno 1994    | Domenico Tanzarella | Partito Socialista Italiano        | Sindaco     | [ 36 ] |
| 5 luglio 1994     | 25 maggio 1998    | Lorenzo Cirasino    | Partito Democratico della Sinistra | Sindaco     | [ 36 ] |
| 25 maggio 1998    | 15 gennaio 2002   | Lorenzo Cirasino    | Democratici di Sinistra            | Sindaco     | [ 36 ] |
| 15 gennaio 2002   | 11 giugno 2002    | Clara Minerva       |                                    | Comm. pref. | [ 36 ] |
| 14 giugno 2002    | 14 giugno 2004    | Domenico Tanzarella | Socialisti Democratici Italiani    | Sindaco     | [ 36 ] |
| 14 giugno 2004    | 8 giugno 2009     | Domenico Tanzarella | Socialisti Democratici Italiani    | Sindaco     | [ 36 ] |
| 8 giugno 2009     | 11 giugno 2014    | Domenico Tanzarella | Partito Socialista                 | Sindaco     | [ 36 ] |
| 11 giugno 2014    | 6 febbraio 2019   | Gianfranco Coppola  | Forza Italia                       | Sindaco     | [ 36 ] |
| 7 febbraio 2019   | 9 giugno 2019     | Rosa Maria Padovano |                                    | Comm. pref. | [ 38 ] |
| 9 giugno 2019     | 23 dicembre 2021  | Guglielmo Cavallo   | Centro-destra                      | Sindaco     | [ 36 ] |
| 27 dicembre 2021  | 15 maggio 2023    | Tiziana Giovanna    |                                    | Comm. pref. | [ 39 ] |
| 15 maggio 2023    | in carica         | Angelo Pomes        | Partito Democratico                | Sindaco     | [ 36 ] |

## Sport
Nel 1976 Ostuni ha ospitato i campionati del mondo di ciclismo su strada, che videro la vittoria del belga Freddy Maertens.
Il 22 maggio 1996 la 4ª tappa del Giro d'Italia è partita e si è conclusa ad Ostuni con la vittoria di Mario Cipollini.
La 4ª tappa del Giro d'Italia 2025 è passata per Ostuni, durante il tragitto Alberobello-Lecce, ed è stata vinta da Casper van Uden. 
Ad Ostuni ha sede la società Ostuni Calcio 24, nata nel 1945 e rifondata nel 2024. Il massimo campionato raggiunto dal club è stata la IV serie, nel 1952-1953 (11º posto) e nel 1953-1954; in seguito la squadra ha militato nei campionati regionali sino all'approdo in Serie D agli inizi degli anni ottanta del XX secolo e successivamente tra la fine degli anni novanta e il 2000. Durante la stagione 2025-2026, la squadra milita in Promozione.  
Inoltre sono presenti anche due squadre di calcio a cinque, l'Olympique Ostuni e la Futsal Ostuni, che gareggiano nel girone B del campionato di C2.
Per quanto riguarda il basket, ha sede nel comune l'Assi Basket Ostuni, fondata nel 1982, la quale nel 2010 ha raggiunto il Campionato Professionistico di LegaDue. Dalla stagione 2013-2014, cambia denominazione in A.S.D. Cestistica Ostuni. Tra la fine degli anni ottanta e l'inizio degli anni novanta la squadra femminile di Basket raggiunge il campionato Nazionale di serie A/2.
Le squadre di pallavolo che rappresentano Ostuni sono la Polisportiva 2000 Ostuni e la Lightning Pallavolo.

### Impianti sportivi
Stadio comunale "Nino Laveneziana"dotato di terreno in erba, con una capienza di 2 200 posti; palazzetto dello sport da 1 200 posti; palazzetto tensostatico da 450 posti; piscina comunale coperta; campi da tennis.